# Rebelia danubiella
Rebelia danubiella är en fjärilsart som beskrevs av Loebel 1941. Rebelia danubiella ingår i släktet Rebelia och familjen säckspinnare. Inga underarter finns listade.